# Monocelopsis otoplanoides
Monocelopsis otoplanoides är en plattmaskart som beskrevs av Ax 1951. Monocelopsis otoplanoides ingår i släktet Monocelopsis och familjen Monocelididae. Arten är reproducerande i Sverige. Inga underarter finns listade i Catalogue of Life.